# Árbæjarhverfi
Árbæjarhverfi (zwana też Árbæjarhverfi í Ölfusi) – miejscowość w południowej Islandii, na prawym brzegu rzeki Ölfusá. Po drugiej stronie rzeki położone jest miasto Selfoss. W pobliżu przebiega droga nr 1 łącząca Selfoss z Hveragerði. Miejscowość wchodzi w skład gminy Ölfus, w regionie Suðurland. Na początku 2018 roku zamieszkiwało ją 74 osoby.